# شوایکهایم
شوایکهایم (به آلمانی: Schwaikheim) یک شهر در آلمان است که در رمس-مور واقع شده‌است. شوایکهایم ۹٬۳۸۱ نفر جمعیت دارد.